# Moviment Àrab d'Alliberament
El Moviment Àrab d'Alliberament, MAA (en àrab حركة التحرر العربي, Ḥarakat at-Taḥarrur al-ʿArabī) fou un partit polític de Síria fundat el 25 d'agost de 1952 pel president sirià Adib Shishakli, que anteriorment fou membre del Partit Social Nacionalista Sirià. Durant el seu govern fou l'únic partit legal. Quan el 1953 es va intentar legalitzar altres partits per unes eleccions a celebrar el juliol, aquests partits van rebutjar participar per no tenir temps de preparar-se. El 25 de febrer de 1954 Shishakli va fugir del país i els altres partits van recuperar la seva condició. El nou president interí Maamun al-Kuzbari que era el secretari general del partit, va intentar mantenir el poder però va haver de renunciar al cap de tres dies.
Però el Moviment Àrab d'Alliberament va subsistir i a les eleccions de 1954 va aconseguir dos escons. El 1958 fou prohibit durant el període de la República Àrab Unida. El 1961 va tornar a adquirir estatus legal i va aconseguir 4 escons a les eleccions. Després de la revolució baasista del 8 de març de 1963, el partit es va dissoldre.